# 詩と音楽の会
詩と音楽の会（しとおんがくのかい、Association of Composers & Authors）は、日本語によるクラシック系創作歌曲の創造のための詩人と作曲家の団体。略称「ACA」。
結成以来、声楽界の第一線で活躍する声楽家とピアニストが参加して、発表会・コンサートや様々なメディアを通じて千数百の楽曲を発表。

## 沿革
- 1965年、結成。
- 1986年4月、日本音楽作家団体協議会設立に参加[2]。
- 1987年『新しい日本の歌 20周年記念作品集　混声合唱曲編』発刊。
- 1992年9月『新しい日本の歌 第25集 女声合唱編』発刊。
- 1996年9月『新しい日本の歌 第29集 歌曲 1・2』発刊。
- 2005年1月1日、2004年の発表会の模様がNHK FMで2時間放送される。同年4月20日、「新しい日本の歌」コンサート出演者オーディションを開催。同年9月21日、第38回「新しい日本の歌」新作演奏会≪芸術歌曲の夕べ≫を開催[1]。

## 注
1. 1 2  【出演者オーディションのお知らせ！】詩と音楽の会「新しい日本の歌」クラシック・ニュース2005年4月7日
2. ↑  FCAの概要日本音楽作家団体協議会サイト